# 작용만 하는 마음
작용만 하는 마음(팔리어: kriyācittāni 끼리야- 찟따-니 kiriya citta 끼리야 찟따, 영어: functional consciousness) 또는 세간의 작용만 하는 마음(팔리어: lokiya kiriya citta 로-키야 끼리야 찟따, 영어: mundane functional consciousness)은 특히 상좌부의 교의와 아비담마에서 사용하는 용어로, 마치 심불상응행법처럼 과거의 업의 결과가 아니고 단지 작용만 하는, 따라서 어떠한 업도 쌓지 않는 다음의 총 20가지의 마음을 말한다.
- 욕계 마음의 원인 없는 마음 중 원인 없는 작용만 하는 마음 3가지 一 누적 3가지
- 욕계 마음의 욕계의 아름다운 마음 중 욕계 작용만 하는 마음 8가지 一 누적 11가지
- 색계 마음의 색계 작용만 하는 마음 5가지 一 누적 16가지
- 무색계 마음의 무색계 작용만 하는 마음 4가지 一 누적 20가지

20가지 마음을 나열하면 다음과 같다.
1. 욕계 마음 중 원인 없는 작용만 하는 마음에 속한, 평온이 함께한 오문전향의 마음
2. 욕계 마음 중 원인 없는 작용만 하는 마음에 속한, 평온이 함께한 의문전향의 마음
3. 욕계 마음 중 원인 없는 작용만 하는 마음에 속한, 기쁨이 함께한 미소 짓는 마음
4. 욕계 작용만 하는 마음에 속한, 기쁨이 함께한, 지혜와 결합한, 자극받지 않은 마음
5. 욕계 작용만 하는 마음에 속한, 기쁨이 함께한, 지혜와 결합한, 자극받은 마음
6. 욕계 작용만 하는 마음에 속한, 기쁨이 함께한, 지혜와 결합하지 않은, 자극받지 않은 마음
7. 욕계 작용만 하는 마음에 속한, 기쁨이 함께한, 지혜와 결합하지 않은, 자극받은 마음
8. 욕계 작용만 하는 마음에 속한, 평온이 함께한, 지혜와 결합한, 자극받지 않은 마음
9. 욕계 작용만 하는 마음에 속한, 평온이 함께한, 지혜와 결합한, 자극받은 마음
10. 욕계 작용만 하는 마음에 속한, 평온이 함께한, 지혜와 결합하지 않은, 자극받지 않은 마음
11. 욕계 작용만 하는 마음에 속한, 평온이 함께한, 지혜와 결합하지 않은, 자극받은 마음
12. 색계 작용만 하는 마음에 속한, 일으킨 생각 · 지속적 고찰 · 희열 · 행복 · 집중이 함께하는 초선의 작용만 하는 마음
13. 색계 작용만 하는 마음에 속한, 지속적 고찰 · 희열 · 행복 · 집중이 함께하는 제2선의 작용만 하는 마음
14. 색계 작용만 하는 마음에 속한, 희열 · 행복 · 집중이 함께하는 제3선의 작용만 하는 마음
15. 색계 작용만 하는 마음에 속한, 행복 · 집중이 함께하는 제4선의 작용만 하는 마음
16. 색계 작용만 하는 마음에 속한, 평온 · 집중이 함께하는 제5선의 작용만 하는 마음
17. 무색계 작용만 하는 마음에 속한, 공무변처의 작용만 하는 마음
18. 무색계 작용만 하는 마음에 속한, 식무변처의 작용만 하는 마음
19. 무색계 작용만 하는 마음에 속한, 무소유처의 작용만 하는 마음
20. 무색계 작용만 하는 마음에 속한, 비상비비상처의 작용만 하는 마음

작용만 하는 마음은 다음의 분류 또는 체계에 속한다.
- 욕계 · 색계 · 무색계 · 출세간에 속한 89 또는 121가지 마음
  - 욕계 마음 54가지
    - 욕계의 해로운 마음  12가지
    - 욕계의 원인 없는 마음 18가지
      - 해로운 과보의 마음 7가지
      - 원인 없는 유익한 과보의 마음  8가지
      - 원인 없는 작용만 하는 마음 3가지 一 누적 3가지

    - 욕계의 아름다운 마음 24가지
      - 욕계 유익한 마음  8가지
      - 욕계 과보의 마음 8가지
      - 욕계 작용만 하는 마음 8가지 一 누적 11가지

  - 색계 마음 15가지
    - 색계 유익한 마음 5가지
    - 색계 과보의 마음 5가지
    - 색계 작용만 하는 마음 5가지 一 누적 16가지

  - 무색계 마음 12가지
    - 무색계 유익한 마음 4가지
    - 무색계 과보의 마음 4가지
    - 무색계 작용만 하는 마음 4가지 一 누적 20가지

## 같이 보기
- 아름다운 마음
- 아름답지 않은 마음
- 유익한 마음
- 과보의 마음